# Pablo Trindade
Pablo Trindade Roballo (Montevidéu, Uruguai - 22 de Agosto de 1961) é músico, instrumentista e arranjador. É regente e diretor artístico do grupo Expresso 25 em Porto Alegre, Brasil, desde outubro de 1996 e do grupo vocal “Sem Contraindicação” desde o ano 2003. Foi regente e fundador (em 1982) da Suite Montevideo, grupo profissional, referência dos grupos vocais uruguaios. 

## Biografia
Entre os seus professores, se encontram Federico García Vigil, Eduardo Scarabino, Roberto Montenegro e Arlindo Teixeira, Héctor Tosar, Fanny Ingold e Eduardo Gilardoni, Guido Santórsola, Franz Curt Lange.
Foi bolsista da OEA e do Conselho Inter-Americano de música, na Venezuela, onde trabalhou com o Sistema de Orquestras Juvenis desse país. Regeu entre os anos 1992 e 1994 as Orquestras Sinfônicas do Estado de Lara (Barquisimeto), a Orquestra Sinfônica de Valencia e a Orquestra Sinfônica dos Llanos (Guanare) onde teeve a possibilidade de entrar em contato direto com a pedagogia empregada no movimento de orquestras juvenis da Venezuela, estudando os métodos de ensino e falando com os fundadores do movimento. A partir deste contato, desenvolveu o projeto de ensino próprio que serviu de base para a formação do Coro Juvenil Uruguaio, o Projeto de Música nas Escolas em Porto Alegre, e o atual Projeto Gira-Artes no Centro Cultural 25 de Julho de Porto Alegre.
Foi Professor e Maestro Assistente da Orquestra Sinfônica Infantil do Banco de la República Oriental del Uruguay. Foi regente titular da Orquestra de Juventudes Musicales del Uruguay e fundador e Diretor da Camerata de Montevideo, fazendo a estréia na capital uruguaia, da ópera de Rossini La Cambiale di Matrimonio.
Foi o Maestro Assistente da Orquestra Juvenil José Artigas em Montevidéu. Regeu a Orquestra de Câmara de Montevideo e o Coro Saint Dominique, estreando mundialmente no ano 1986, a Missa Nº 2 in Fa e a Antífona da Nossa Senhora, de José Joaquim Emerico Lobo de Mesquita e o Credo de Parreira Neves, obras do período colonial de Minas Gerais, descobertas pelo musicólogo Francisco Curt Lange, com quem trabalhou intensamente, chegando a ser também Secretário do Instituto Interamericano de Musicologia e integrante do Conselho de Cultura do Instituto de Cultura Uruguaio – Brasileiro. 
Foi fundador e Diretor Geral do Coro Juvenil Uruguaio (movimento musical que envolveu jovens, regentes e professores de todo o país), estabelecendo uma estética renovadora na música coral, coral cênica e coral instrumental. Foi na ocasião, Diretor das Federações de Coros do Litoral e Centro de Uruguai, integrante do Ministério de Educação e Cultura do Uruguai, em Montevidéu e do Instituto de la Juventud (INJU).
Foi Professor de Regência, Harmonia, Piano e Linguagem musical no Conservatório Fálleri-Balzo de Montevidéu, Diretor do Projeto Fábrica de Artistas, na cidade de Botucatu, São Paulo e Diretor do Projeto de Música nas Escolas na cidade de Porto Alegre em 2001.
Atualmente é o regente auxiliar da Orquestra Sinfônica de Caxias do Sul que faz parte do Projeto Mais Música - RS.

## Prêmios e indicações

### Prêmio Açorianos
| Ano  | Categoria  | Indicação                                              | Resultado |
| ---- | ---------- | ------------------------------------------------------ | --------- |
| 2013 | Arranjador | Pablo Trindade (por Cantando em Bando, de Expresso 25) | Indicado  |